# Walter Süskind
Walter Süskind (Lüdenscheid, 29 ottobre 1906 – 28 febbraio 1945) è stato un tedesco di origine ebraica che aiutò circa seicento bambini ebrei a sfuggire all'Olocausto prima di essere deportato.

## Biografia
Süskind nacque a Lüdenscheid in Germania ed era il primo figlio di Hermann Süskind e Frieda Kessler. Aveva due fratelli più giovani, Karl Süskind (1908) e Alfred Süskind (1911) ed un fratello adottivo Robert Salzberg.
Süskind inizialmente lavorò come manager in una fabbrica di margarina in Germania. Nel marzo 1938, insieme alla madre Frieda, la moglie Hanna Natt (1º novembre 1906 - 1944) e la suocera Fran Natt emigrò nei Paesi Bassi per sfuggire alle persecuzioni a cui erano soggetti gli ebrei in Germania. La famiglia trovò alloggio a Bergen op Zoom, dove iniziò a lavorare per la Unilever.
Dopo la nascita della figlia Yvonne, avvenuta nel 1939, Walter avrebbe voluto raggiungere il fratello Robert, che già vi risiedeva dal 1937, negli Stati Uniti. Tuttavia, una volta ultimati i preparativi per il trasferimento, nel 1941 il governo nazista vietò la possibilità di emigrare agli ebrei. 
Nel marzo 1942 la famiglia fu costretta a trasferirsi ad Amsterdam (esattamente in Nieuwe Prinsengracht 51). Nel luglio 1942 lo Judenrat di Amsterdam nominò Süskind responsabile della Hollandsche Schouwburg, un teatro di Amsterdam dove gli ebrei dovevano presentarsi per la deportazione al campo di transito di Westerbork.
Di fronte al teatro c'era un asilo nido (Plantaan Middenlaan), dove venivano tenuti prigionieri i bambini ebrei. Süskind, insieme alla direttrice ebrea dell'asilo nido, Henriëtte Pimentel, e all'economista Felix Halverstad, escogitarono un sistema per salvare i bambini. Essi, attraverso un giardino, venivano segretamente spostati in una scuola vicina, dove ricevevano l'aiuto del direttore Johan van Hulst. Dall'istituto i bambini, nascosti in ceste o grossi sacchi venivano trasportati mediante carri, tram e treni nelle città del Limburgo e della Frisia, dove ricevevano l'aiuto di associazioni come la Commissione per i bambini di Utrecht di Piet Meerburg e il gruppo segreto NV. I tedeschi non si accorsero di queste sparizioni grazie alla manipolazione dei dati di Süskind e Felix Halverstad. Data la segretezza di tali attività di salvataggio, i meriti di Süskind furono noti a pochissime persone e anzi egli fu persino accusato di essere un collaborazionista a causa dei buoni rapporti con alcuni membri delle autorità tedesche. 
Nel 1944, Süskind, sua moglie e sua figlia furono rinchiusi nel campo di Westerbork. Grazie ai buoni rapporti con alcuni membri delle SS, fu liberato e tornò temporaneamente ad Amsterdam, dove si adoperò per salvare i membri della sua famiglia e altre persone. Tuttavia, i tentativi di far liberare la sua famiglia fallirono e il 2 settembre, venuto a conoscenza della imminente deportazione dei suoi cari al campo di concentramento di Theresienstadt, Süskind scelse di raggiungere i famigliari a Westerbork. Cercò di presentare una lettera falsificata al direttore del campo nella quale venivano dichiarati i meriti dei servizi prestati ad Amsterdam, ma venne caricato con la famiglia su un convoglio diretto al campo di concentramento di Auschwitz.
Sua moglie e sua figlia morirono all'arrivo nel campo di concentramento di Auschwitz nel 1944, mentre egli morì probabilmente in una località sconosciuta dell'Europa Centrale nel febbraio del 1945 durante una "marcia della morte" organizzata dai tedeschi in fuga dalle truppe sovietiche. Secondo un'altra versione egli fu ucciso da altri prigionieri nel campo di concentramento di Auschwitz.

## Nella cultura di massa

### Filmografia
- Nel gennaio 2012 uscì nelle sale il film Süskind, basato sulla vita di Walter Süskind, girato dal regista olandese Rudolf van den Berg. In Italia il film uscì con il titolo Süskind - Le ali dell'innocenza.

### Letteratura
- In un libro dal titolo Süskind l'autore olandese Alex van Galen ha descritto la vita di Walter Süskind.